# The Girl Who Believes in Miracles
The Girl Who Believes in Miracles (bra: A Menina Que Acredita em Milagres) é um filme estadunidense de 2021, do gênero drama cristão, produzido e dirigido por Richard Correll. O filme é estrelado por Mira Sorvino, Peter Coyote, Austyn Johnson, e Kevin Sorbo. Foi lançado em 2 de abril de 2021, produzido pela 120 dB Films, Gerson Productions, The Mustard Seed Production e Trailmaker Productions.

## Elenco
- Mira Sorvino como Bonnie Hopkins
- Kevin Sorbo como Dr. Ben Riley
- Peter Coyote como Sam Donovan
- Tommi Rose como Cindy Kramer
- Austyn Johnson como Sara Hopkins
- Darryl Cox como Pastor Jerry ‘Mac’ Macmillan
- Burgess Jenkins como Alex Hopkins
- Luke Omalza as Danny Hopkins
- Paul-Mikel Williams como Mark Miller
- David Burkhart como Repórter